# Penetralia
Penetralia è il primo album in studio del gruppo musicale melodic death metal svedese Hypocrisy, pubblicato nel 1992 dalla Nuclear Blast.

## Il disco
L'artwork della copertina è stato realizzato da Dan Seagrave, artista britannico autore di numerose copertine di dischi death metal per band quali Dismember, Entombed, Morbid Angel, Suffocation, Vader e molte altre.
Il disco è stato prodotto e mixato da Peter Tägtgren; il proprietario e fondatore della Nuclear Blast, Markus Staiger, ha partecipato in veste di produttore esecutivo. Peter Almlof ha curato la grafica ed il logo della band è opera di Masse Broberg.
Lungo tutto l'album alla voce figura Masse Broberg, tranne che nella decima canzone, Penetralia, sulla quale canta Peter Tägtgren, in questa traccia anche alla tastiera. Il produttore, chitarrista e tastierista del gruppo si è occupato anche delle registrazioni della batteria ad eccezione delle tracce Jesus Fall, Take the Throne e Penetralia dove a suonare lo strumento è Lars Szöke.

## Edizioni
La ristampa in versione digipak dell'album contiene due bonus track: Life of Filth (già pubblicata sulla compilation Death... Is Just the Beginning II) e Lead by Satanism.
Nel 2008 ne è stata pubblicata anche un'edizione limitata di 2 000 copie da Metal Mind Records.

## Curiosità
Dalla traccia Left To Rot è stato estratto un video ufficiale, pubblicato nella raccolta Live & Clips del 2001.

## Tracce
1. Impotent God – 3:49
2. Suffering Souls – 3:27
3. Nightmare – 4:29
4. Jesus Fall – 3:28
5. God is a Lie – 2:59
6. Left to Rot – 3:34
7. Burn by the Cross – 4:47
8. To Escape is to Die – 3:54
9. Take the Throne – 5:21
10. Penetralia – 6:34

### Bonus track (ristampa 1996)
1. Life of Filth - 3:56
2. Lead by Satanism - 5:16

### Bonus track (ristampa ri-masterizzata del 2013)
1. Left to Rot (Live) - 3:10
2. God Is a Lie (Live) - 3:00

## Formazione
- Masse Broberg - voce
- Peter Tägtgren - voce, chitarra, tastiere e batteria
- Mikael Hedlund - basso
- Jonas Österberg - chitarra
- Lars Szöke - batteria (4, 9, 10)